# Plinovod Langeled
Plinovod Langeled je podvodni plinovod koji prenosi prirodni plin iz Norveške do Ujedinjenog Kraljevstva. Prije završetka plinovoda Sjeverni tok (sjevernoeuropski plinovod preko Baltičkog mora, kojim se dovodi prirodni plin iz Rusije za Njemačku i sjeverno-europske zemlje), to je bio najdulji podvodni plinovod u svijetu. Plinovod Langeled je dugačak 1 166 kilometara i prolazi po dnu Sjevernog mora, od plinskog postrojenja Nyhamna u Norveškoj, preko plinske platforme Sleipner Riser u Sjevernom moru, do plinskog postrojenja Easington (Yorkshire) u Ujedinjenom Kraljevstvu. Plinovod je napravljen za iskorištavanje prirodnog plina iz plinskog polja Ormen Lange u Norveškom moru. Sjeverni dio plinovoda (do plinske platforme Sleipner Riser) ima promjer 1 067 milimetara (tlak 250 bara), dok južni dio ima promjer 1 118 milimetara (155 bara). Dnevna proizvodnja plinskog polja Ormen Lange je 70 milijuna m3 prirodnog plina. Procjenjuje se da je Plinovod Langeled koštao oko 12 milijardi američkih dolara.

## Povijest
Sam projekt je započeo pod nazivom Britpipe. U listopadu 2003. tvrtke Royal Dutch Shell, ExxonMobil i Statoil su potpisale dogovor o opskrbi Ujedinjenog Kraljevstva prirodnim plinom kroz plinovod Britpipe. Gradnja plinovoda je započela 2004. Najveći dio cjevovoda je ugrađen uz pomoć broda za polaganje cijevi Acergy Piper, a ostali brodovi za polaganje cijevi su bili Solitaire i Saipem 7000.
Plinovod Langeled je završen u dva koraka. Prvo je završen južni dio plinovoda 1. listopada 2006., od plinske platforme Sleipner Riser do plinskog postrojenja Easington u Ujedinjenom Kraljevstvu, kada je započela opskrba prirodnim plinom. Sjeverni dio plinovoda je završen u listopadu 2007., a otvorili su ga premijer Ujedinjenog Kraljevstva Tony Blair i norveški premijer Jens Stoltenberg.

## Tehnički podaci
Plinovod Langeled godišnje prenese 25,5 milijardi m3 prirodnog plina, što je oko 20% potreba za prirodnim plinom u Ujedinjenom Kraljevstvu. S obzirom na to da je ogrjevna vrijednost tog plina 39 MJ/m3, to znači da se dobiva energija od 31,5 GW.